# Antonio Orbe

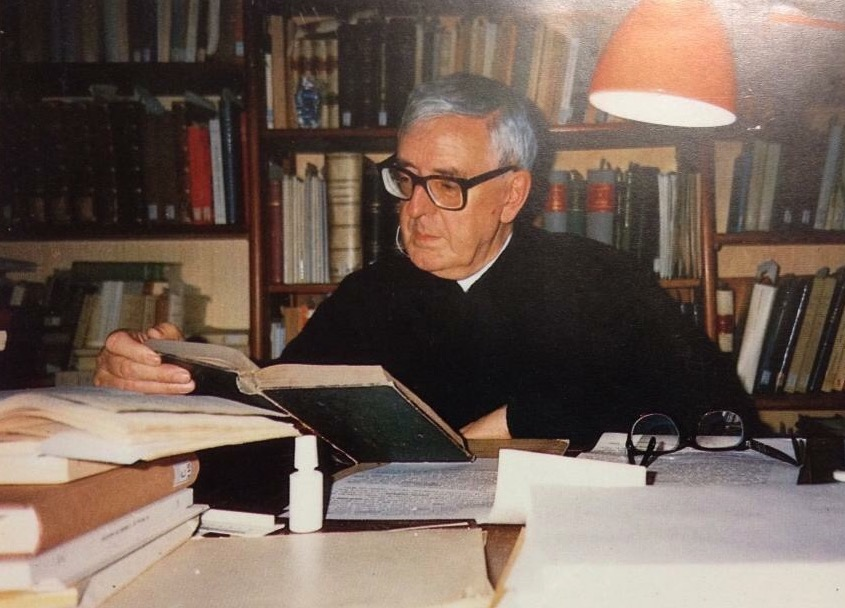
Antonio Orbe

Antonio Orbe (* 1917; † 8. Juni 2003) war ein baskischer Jesuit und Professor für Gnostizismus.
Antonio Orbe war seit 1949 Professor an der Päpstlichen Universität Gregoriana. Er galt als führender Experte im Gebiet des Gnostizismus.
Gian Maria Vian widmete dem bekannten Gelehrten in der katholischen Tageszeitung Avvenire einen Nachruf mit dem Titel Orbe, der Jesuit, der den Gnostizismus in Angriff nahm.

## Schriften
- Elevaciones sobre el amor de Cristo, Editorial Catolica 1974, ISBN 84-220-0687-1
- Cristologia gnostica: Introduccion a la soteriologia de los siglos II y III, La Editorial Catolica 1976, ISBN 84-220-0767-3
- Anunciacion: Meditaciones sobre Lucas 1, 26-38, Editorial Catolica 1976, ISBN 84-220-0751-7
- Oracion sacerdotal: Meditaciones sobre Juan 17, Biblioteca de Autores Cristianos 1979, ISBN 84-220-0911-0
- En torno a la Encarnacion, Instituto Teologico Compostelano 1985, ISBN 84-7009-240-5
- Introduccion a la teologia de los siglos II y III, Editrice Pontificia Universita Gregoriana 1987, ISBN 88-7652-575-0
- Espiritualidad de San Ireneo, Editrice Pontificia Universita Gregoriana 1989, ISBN 88-7652-606-4